# La Promenade au phare
To the Lighthouse, traduit en français sous les titres La Promenade au phare, Vers le phare, Voyage au phare, ou encore Au phare, est un roman britannique de Virginia Woolf paru en mai 1927. 
Il figure à la 15e place dans la liste des cent meilleurs romans de langue anglaise du XXe siècle établie par la Modern Library en 1998.

## Résumé
Le récit, libre et polyphonique, se concentre sur la famille Ramsay, et sur leurs visites à l'île de Skye en Écosse entre 1910 et 1920.
La Promenade au phare suit et développe la tradition de romanciers modernistes comme Marcel Proust et James Joyce dans laquelle l'intrigue est secondaire à l'introspection philosophique. L'écriture peut être sinueuse et difficile à suivre. Le roman contient peu de dialogues et quasiment pas d'action. Il est surtout composé de pensées et d'observations des personnages principaux. Parmi ceux-ci se détachent Mrs. Ramsay, archétype de la mère de famille attachée aux valeurs traditionnelles, et Lily Briscoe, figure de l'artiste qui se distingue par sa recherche d'indépendance.

## Thèmes majeurs

### La complexité de l'expérience
De longs passages du roman ne se concentrent pas sur l'objet observé mais plutôt sur le regard du protagoniste, décrivant par là le rapport qu'entretient l'observateur avec le monde qui l'entoure . D'après son journal intime, Woolf passait beaucoup de temps à s'écouter penser afin d'étudier de quelle manière les mots et les émotions lui venaient à l'esprit en réaction à ce qu'elle percevait.

### La fuite du temps
Le roman rappelle l'importance des émotions ressenties durant l'enfance et souligne la fragilité des relations adultes. Un des nombreux thèmes du récit est l'universalité de l'éphémère et le désir impossible d'arrêter le temps.

## Narration et mise en perspective
Le roman n'a de narrateur extérieur que dans sa seconde partie. Tout le reste de l'intrigue se déroule en suivant le fil des pensées de chaque personnage. Cette absence de narrateur extérieur implique qu'aucune lecture de l'œuvre n'est imposée d'emblée et que le lecteur doit se forger sa propre opinion au fur et à mesure du développement de sa perception des personnages dont les pensées sont moralement ambiguës.
Alors que dans sa première partie le roman se concentre sur la description de la relation du personnage aux événements et aux objets extérieurs, sa seconde partie, qui n'est liée à aucun personnage, présente les événements différemment. Woolf y décrit les événements du point de vue d'un narrateur situé hors de l'action, qui n'est lié à aucun des personnages, de manière que les événements soient perçus comme ancrés dans le temps. Ainsi, la narration apparaît floue et distordue, exemple de ce que Woolf appelait "la vie telle qu'elle est quand on n'y prend pas part",.

## Allusions à des lieux réels
Leslie Stephen, père de l'écrivain et modèle supposé du personnage de M. Ramsay, prit en location Talland House à St Ives en 1882, peu après la naissance de Virginia ; Talland House servit de résidence secondaire à la famille pendant les dix étés qui suivirent. Le lieu décrit dans l'histoire principale de La Promenade au phare — l'île de Skye et la maison qui s'y trouve — est à l'image de Talland House. De nombreux détails de la baie de St Ives sont présents dans l'histoire, notamment les jardins menant à la mer, la mer elle-même et le phare de Godrevy (Godrevy Lighthouse).
Bien que, dans le roman, la famille Ramsay réussisse à retourner dans la maison après la guerre, la famille Stephen avait à ce moment-là abandonné la maison. Après la guerre, Virginia Woolf et sa sœur Vanessa rendirent visite au nouveau propriétaire de Talland House et, bien après la mort de ses parents, elle refera une nouvelle fois le voyage.

## Publication
Après avoir fini l'écriture du brouillon de son livre, de loin son plus autobiographique, Woolf en parlait comme de son roman le plus abouti et son mari Leonard voyait en lui un chef-d'œuvre, "entièrement nouveau... un poème psychologique". Ils le firent imprimer par leur maison d'édition la Hogarth Press, basée à Londres, en 1927. La première édition fut tirée à 3 000 exemplaires. Le livre se vendit mieux que tous les autres romans de l'écrivain et la recette permit au couple d'acheter une voiture.

## Éditions
Édition originale en anglais

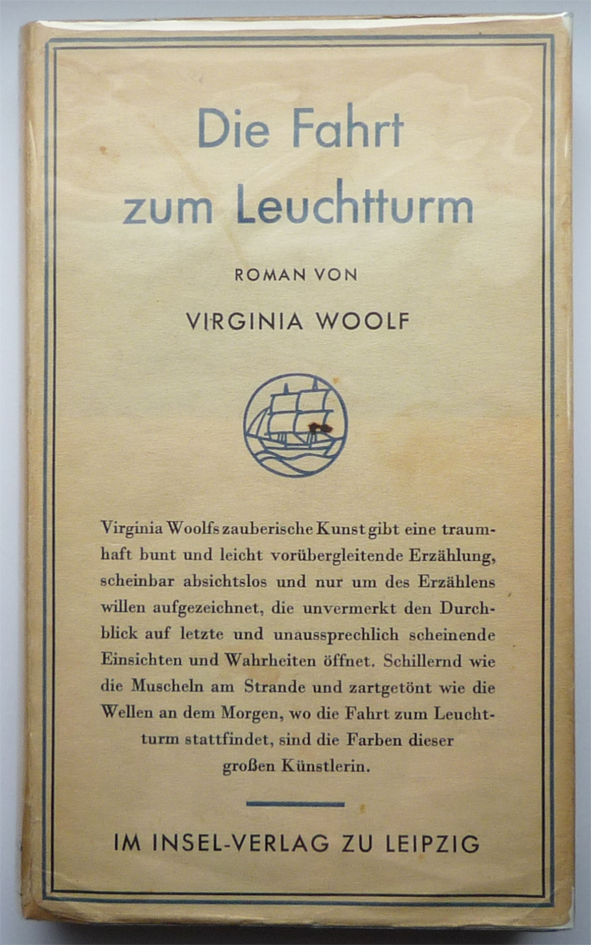
Édition en allemand de 1931.

- To the Lighthouse, Londres, Hogarth Press, 1927

Éditions françaises
- La Promenade au phare, (traduction de Maurice Lanoire), Paris, Stock, 1929
- Voyage au phare, (traduction de Magali Merle), dans Romans et nouvelles, Paris, LGF, « Le Livre de poche. La Pochothèque », 1993
- Vers le phare, (traduction de Françoise Pellan)[7], Paris, Gallimard, « Folio classique » no 2816, 1996
- Au phare, (traduction Anne Wicke), Paris, Stock, « La Cosmopolite », 2009

## Adaptation
- 1983 : To the Lighthouse, téléfilm britannique réalisé par Colin Gregg, avec Rosemary Harris, Suzanne Bertish et Kenneth Branagh